# Cmentarz Wojskowy w Mińsku
Cmentarz Wojskowy w Mińsku (biał. Вайсковыя могілкі ў Менску, ros. Военное кладбище) – jedna z dwóch najstarszych nekropolii na terenie Mińska, na której zostało pochowanych wielu wybitnych Białorusinów. Znajduje się w dzielnicy sowieckiej miasta przy ulicy Kozłowa 11.

## Historia
Historia cmentarza wojskowego w Mińsku sięga lat czterdziestych XIX wieku – pierwszy tego typu obiekt znajdował się na ulicy Szpitalnej (Gospitalnaja) na Długim Brodzie. Pod koniec stulecia nekropolia była już przepełniona, więc w 1895 zadecydowano o jej zamknięciu.
Nowy cmentarz wojskowy położony jest tuż obok. Teren przecięto alejami na cztery części – w dwóch chowano żołnierzy pułków piechoty, w dwóch pozostałych artylerzystów i batalionistów.
Uroczystego poświęcenia dokonał 2 czerwca 1895 kapelan 30. Dywizji Piechoty o. Paweł Bogdanowicz. Rozpoczęto prace na budową kaplicy cmentarnej, jednak ostatecznie zdecydowano się na wzniesienie murowanej cerkwi prawosławnej poświęconej ofiarom wojny rosyjsko-tureckiej.
W 1917 cmentarz został przejęty przez państwo i dziś jest własnością miasta Mińska – przestał być jedynie nekropolią prawosławną, a stał się miejscem dostępnym dla mińszczan wszystkich wyznań oraz niewierzących.
Obok Kalwarii jest jednym z dwóch najstarszych i największych nekropolii miasta, spoczynek na nim znalazło wielu wybitnych mińszczan i przedstawicieli białoruskiego życia narodowego.

## Znane osoby pochowane na cmentarzu
- Janka Kupała –  poeta białoruski.
- Jakub Kołas –  działacz białoruskiego odrodzenia narodowego, poeta, pisarz i dramaturg.
- Usiewaład Ihnatouski – dyrektor Inbelkultu i pierwszy prezes Akademii Nauk Białoruskiej SRR.